# Lista de ordens executivas na segunda presidência de Donald Trump
Donald Trump, no primeiro dia de mandato como 47.º presidente, anulou muitas das acções executivas da administração anterior, retirou os Estados Unidos da Organização Mundial de Saúde e do Acordo de Paris, revogou o reconhecimento federal de quaisquer géneros fora do masculino e feminino, congelou novos regulamentos, congelou a contratação de trabalhadores federais congelou novos regulamentos, congelou a contratação de trabalhadores federais, fundou o Departamento de Eficiência Governamental, emitiu uma ordem executiva relacionada com a censura governamental à liberdade de expressão (em grande parte simbólica devido às protecções da Primeira Emenda), reverteu a retirada da designação de Cuba como um estado patrocinador do terror, reverteu as sanções aos colonos israelitas, reverteu a política de inteligência artificial, reverteu a Força-Tarefa de Reunificação Familiar, emitiu um perdão em massa a todos os manifestantes de 6 de Janeiro no Capitólio, designou os cartéis de droga mexicanos como organizações terroristas estrangeiras, tentou acabar com a cidadania por direito de nascença para novos filhos de imigrantes ilegais. imigrantes, concedeu ao TikTok uma pausa de 75 dias antes de ser banido e declarou uma emergência nacional na fronteira sul que desencadearia o destacamento do exército americano

## 2025

### Ordens executivas sucedidas
| Relativo no. | Absolutamente no. | Título / Descrição | Datea de assinatura   | Data de publicação | FR citation | FR doc. no. | Ref.   | Revogado por – EO no. |
| ------------ | ----------------- | --- | --------------------- | ------------------ | ----------- | ----------- | ------ | --------------------- |
| 1            | 14145             | Rescisões iniciais de ordens executivas e ações prejudiciais                                                                                  | 20 de janeiro de 2025 |                    |             |             | [ 9 ]  |                       |
| 2            | 14146             | Restaurando a liberdade de expressão e acabando com a censura federal                                                                         | 20 de janeiro de 2025 |                    |             |             | [ 10 ] |                       |
| 3            | 14147             | Acabar com a Armamentização do Governo Federal                                                                                                | 20 de janeiro de 2025 |                    |             |             | [ 11 ] |                       |
| 4            | 14148             | Colocando a América em primeiro lugar nos acordos ambientais internacionais                                                                   | 20 de janeiro de 2025 |                    |             |             | [ 12 ] |                       |
| 5            | 14149             | Aplicação da Lei de Proteção de Americanos contra Adversários Estrangeiros para Aplicativos Controlados ao TikTok                             | 20 de janeiro de 2025 |                    |             |             | [ 13 ] |                       |
| 6            | 14150             | Retirada dos Estados Unidos da Organização Mundial da Saúde                                                                                   | 20 de janeiro de 2025 |                    |             |             | [ 14 ] |                       |
| 7            | 14151             | Restaurando a responsabilidade para posições de influência política dentro da força de trabalho federal                                       | 20 de janeiro de 2025 |                    |             |             | [ 15 ] |                       |
| 8            | 14152             | Responsabilização de ex-funcionários do governo por interferência eleitoral e divulgação indevida de informações governamentais confidenciais | 20 de janeiro de 2025 |                    |             |             | [ 16 ] |                       |
| 9            | 14153             | Esclarecendo o papel militar na proteção da integridade territorial dos Estados Unidos                                                        | 20 de janeiro de 2025 |                    |             |             | [ 17 ] |                       |
| 10           | 14154             | Liberando a energia americana | 20 de janeiro de 2025 |                    |             |             | [ 18 ] |                       |
| 11           | 14155             | Realinhamento do Programa de Admissão de Refugiados dos Estados Unidos                                                                        | 20 de janeiro de 2025 |                    |             |             | [ 19 ] |                       |
| 12           | 14156             | Protegendo o significado e o valor da cidadania americana                                                                                     | 20 de janeiro de 2025 |                    |             |             | [ 20 ] |                       |
| 13           | 14157             | Protegendo Nossas Fronteiras | 20 de janeiro de 2025 |                    |             |             | [ 21 ] |                       |
| 14           | 14158             | Restaurando a pena de morte e protegendo a segurança pública                                                                                  | 20 de janeiro de 2025 |                    |             |             | [ 22 ] |                       |
| 15           | 14159             | Declarando uma Emergência Energética Nacional                                                                                                 | 20 de janeiro de 2025 |                    |             |             | [ 23 ] |                       |
| 16           | 14160             | Reavaliação e realinhamento da ajuda externa dos Estados Unidos                                                                               | 20 de janeiro de 2025 |                    |             |             | [ 24 ] |                       |
| 17           | 14161             | Protegendo o povo americano contra a invasão                                                                                                  | 20 de janeiro de 2025 |                    |             |             | [ 25 ] |                       |
| 18           | 14162             | Liberando o extraordinário potencial de recursos do Alasca                                                                                    | 20 de janeiro de 2025 |                    |             |             | [ 26 ] |                       |
| 19           | 14163             | Protegendo os Estados Unidos de terroristas estrangeiros e outras ameaças à segurança nacional e pública                                      | 20 de janeiro de 2025 |                    |             |             | [ 27 ] |                       |
| 20           | 14164             | Diretiva de política da América Primeiro ao Secretário de Estado                                                                              | 20 de janeiro de 2025 |                    |             |             | [ 28 ] |                       |
| 21           | 14165             | Estabelecimento e implementação do "Departamento de Eficiência Governamental" do Presidente                                                   | 20 de janeiro de 2025 |                    |             |             | [ 29 ] |                       |
| 22           | 14166             | Defendendo as mulheres do extremismo da ideologia de gênero e restaurando a verdade biológica ao governo federal                              | 20 de janeiro de 2025 |                    |             |             | [ 30 ] |                       |
| 23           | 14167             | Acabar com os programas governamentais radicais e desperdiçadores de DEI e dar preferência                                                    | 20 de janeiro de 2025 |                    |             |             | [ 31 ] |                       |
| 24           | 14168             | Reforming The Federal Hiring Process And Restoring Merit To Government Service                                                                | 20 de janeiro de 2025 |                    |             |             | [ 32 ] |                       |
| 25           | 14169             | Designação de cartéis e outras organizações como organizações terroristas estrangeiras e terroristas globais especialmente designados         | 20 de janeiro de 2025 |                    |             |             | [ 33 ] |                       |
| 26           | 14170             | Restaurando nomes que honram a grandeza americana                                                                                             | 20 de janeiro de 2025 |                    |             |             | [ 34 ] |                       |
| 27           | 14171             | Acabar com a discriminação ilegal e restaurar a oportunidade baseada no mérito                                                                | 21 de janeiro de 2025 |                    |             |             | [ 35 ] |                       |
| 28           | 14172             | Designação de Ansar Allah como uma organização terrorista estrangeira                                                                         | 22 de janeiro de 2025 |                    |             |             | [ 36 ] |                       |